# Cantonul Monthureux-sur-Saône
Cantonul Monthureux-sur-Saône este un canton din arondismentul Épinal, departamentul Vosges, regiunea Lorena, Franța.

## Comune
- Ameuvelle
- Bleurville
- Claudon
- Fignévelle
- Gignéville
- Godoncourt
- Martinvelle
- Monthureux-sur-Saône (reședință)
- Nonville
- Regnévelle
- Viviers-le-Gras